# An der Straßenecke
An der Straßenecke (Originaltitel: Street Corner) ist ein britischer Kriminalfilm von Regisseurin Muriel Box aus dem Jahr 1953 mit Anne Crawford, Peggy Cummins, Rosamund John, Terence Morgan und Barbara Murray in den Hauptrollen. Der Film wurde von London Independent Producers für die Rank Organisation nach einer Geschichte von Jan Read produziert.

## Handlung
London: Ein wohnungsloses Ehepaar verweilt auf einer Parkbank, als die beiden einem Jungen dabei zusehen, wie er beim Spielen in das Wasser der Themse stürzt. Trotz der Anwesenheit von zwei Polizistinnen und der sich daraus ableitenden negativen Konsequenzen zögert die Ehefrau keine Sekunde und springt hinterher, um den Jungen zu retten. Das Ehepaar erklärt der Polizistin Sgt. Pauline Ramsey später, dass die Ehefrau aus der Armee desertiert ist.
In einem zweiten Fall untersuchen zwei Polizistinnen einen möglichen Fall von illegaler Kinderarbeit.
Ein weiterer Zwischenfall ereignet sich später in dem Polizeirevier in Chelsea durch eine zwanghafte Ladendiebin und ihren Freund, der sich als Einbrecher entpuppt.

## Kritiken
„Die Arbeit Londoner Polizistinnen, dargestellt an einer Reihe von Einzelfällen. Halbdokumentarischer Kriminalfilm, der seine ungewöhnlichen Elemente mit Humor und guten Darstellerinnen lebendig und interessant zu gestalten weiß.“

## Produktionsnotizen
Für die Ausstattung war Jack Stephens zuständig. Die musikalische Leitung hatte Muir Mathieson. Tonmeister waren Maurice Askew und Gerry Turner. Die Bauten stammen von Cedric Dawe. Nell Taylor sowie Pearl Tipaldi zeichneten für Maske und Frisuren verantwortlich. Für die Spezialeffekte sorgte Charles Staffell. Die Kostüme lieferte Irma Birch. Produktionsleiter war Elsa Hatchett.